# Миодушевский, Владимир Георгиевич
Влади́мир Гео́ргиевич Миодуше́вский (род. 30 августа 1947, Томск, СССР — 18 сентября 2022) — режиссёр театра кукол, драматург, детский поэт, художник, иллюстратор, заслуженный артист РФ (2006).
Потомок театральной династии Миодушевских в пятом поколении.

## Биография
В 1973 окончил Нижегородское театральное училище по специальности «Актёр театра кукол» (руководитель курса А. И. Мишин).
С 1970 по 1975 — актёр Нижегородского государственного театра кукол. Среди ролей: Ангел Д ("Божественная комедия по И. В. Штоку, 1970), Конферансье («Два этажа культуры» по Ю. Н. Елисееву), Бармалей («О чём рассказали волшебники» по В. Н. Коростылёву, обе — 1973) и др.
В 1981 окончил Литературный институт им. А. М. Горького по специальности «драматургия» (руководитель курса В. Ф. Пименов).
С 1975 по 1977 — заведующий литературной частью Нижегородского ТЮЗа. С 1977 по 1987 — помощник главного режиссёра по литературной части, режиссёр Башкирского государственного театра кукол (Уфа).
С 1987 по 1991 — главный режиссёр театра для детей «Колёсико» (Иваново).
С 1991 по 2012 — главный режиссёр Владимирского областного. театра кукол, основатель репертуарной линии Театра русской сказки и легенды.
Преподавательская деятельность: Нижегородское театральное училище (1973—1977).
С 1977 М. поставлено 98 спектаклей в театрах кукол Уфы, Владимира, Пскова, Ижевска, Вологды, Магадана, Иванова, Рыбинска, Суздаля и др. городов. Среди постановок: «Скоморошья игра, или Щи из топора» (Магаданский театр кукол, 1990), постановки во Владимирском областном театре кукол: «Ночь перед Рождеством» (по Н. В. Гоголю, 1997), «Снегурочка» (по А. Н. Островскому, 2003), «Конёк-Горбунок» (по П. П. Ершову, 2004), «Краса ненаглядная» (по Е. В. Сперанскому, 2005), «Дикие лебеди» (по Г. Х. Андерсену, 2007) и другие.
Среди спектаклей по пьесам Миодушевского в постановке автора во Владимирском областном театре кукол: «Хитроумный солдат» (1977), «На помощь, друг!» (1990), «Как Христос по Руси странствовал» (1991), «Петрушкины приключения, радости и мучения» (1992), «Братец Кролик против Братца Лиса» (1993), «Аленький цветочек» (1993), «Левша» (1994).
Спектакли неоднократно становились дипломантами и лауреатами федеральных и международных театральных фестивалей, в том числе — за рубежом. Видеозаписи спектаклей вошли в фонд телеканала «Культура».
С 1992 по 2011 — автор и ведущий телепередач для взрослых и детей на региональном ТВ. Автор 8 книг, 15 персональных художественных выставок.
Автор нескольких фолк-мюзиклов в постановке Государственного вокально-хореографического ансамбля «Русь» им. М. Н. Фирсова (г. Владимир).
В постоянных репертуарах театров кукол России и зарубежья 22 пьесы В. Г. Миодушевского, в том числе — в городах: Москва, Нижний Новгород, Донецк, Петропавловск-Камчатский и др.

## Награды
Лауреат театральной премии им. Е. А. Евстигнеева (2006).
Лауреат литературной премии им. А. И. Шлыгина (2008).
За особые заслуги в области театрального искусства удостоен медали им. М. С. Щепкина.
Победитель международного литературного конкурса Союза российских писателей «Детское время» (2012).